# جيري بيري
جيري بيري (بالإنجليزية: Gerry Perry)‏ هو لاعب كرة قدم أمريكية أمريكي، ولد في 17 يوليو 1930 في بالستون في الولايات المتحدة.

## وصلات خارجية
- جيري بيري على موقع مرجع كرة القدم المحترفة.كوم (الإنجليزية)